# 渡邊剛
渡邊剛（1967年12月2日—），日本鍵盤手、作曲家、編曲家，出身於栃木縣宇都宮市。

## 概要
從二十歲時開始以鍵盤手的身份活動。

## 作品

### 動畫
- （1998年）
- 这丑陋又美丽的世界（2004年）（主題曲）、與其他
- 草莓棉花糖（2005年）（片頭曲）、角色曲、背景音樂
- 阴守忍者（2006年）
- BALDR FORCE EXE RESOLUTION（2007年）
- 彩雲國物語（2007年）
- 草莓棉花糖OVA（2007年）
- 萌單（2007年）
- 機械女僕（2007年）
- 出包王女（2008年）
- 乃木坂春香的秘密（2008年）
- 福星小子 障礙物游泳大會（2008年）
- 咲-Saki-（2009年）
- 乃木坂春香的秘密 Purezza♪（2009年）
- 更多的出包王女（2010年）
- 蘿球社！（2011年）
- 咲-Saki- 阿知賀篇 episode of side-A（2012年）
- 乃木坂春香的秘密OVA（2012年）
- 出包王女DARKNESS（2012年）
- 蘿球社！SS（2013年）
- 天才麻將少女 全國篇（2014年）
- 出包王女DARKNESS 2nd（2015年）
- 少女們向荒野進發（2016年）
- 鹿楓堂四色日和（2018年）
- 魔法少女 俺（2018年）
- 里世界遠足（2021年）
- 死神少爺與黑女僕（2021年）
- 與變成了異世界美少女的大叔一起冒險（2022年）

### 日劇
- 甜心戰士 THE LIVE（2007年－2008年）BGM（Lantis/MUSIC BRAIN'S）

### 聲優
- 川澄綾子＆清水愛 迷你專輯《AA》
- 折笠富美子 《Serendipity》

## 關聯條目
- NBC環球娛樂
- Lantis
- 石田燿子

## 外部連結
- （日語） TAKESHI WATANABE OFFICIAL WEBSITE （页面存档备份，存于），官方網站。
- （日語） 渡辺剛公式ブログ（ブンと晩酌改め），官方網誌。